# Blue Gender
Blue Gender es una serie animada japonesa del año 1999 creada por Ryōsuke Takahashi (creador de Armored Trooper Votoms y Gasaraki) y animada por los estudios AIC. La serie cuenta con 26 episodios y se transmitió originalmente en Japón en la cadena TBS, desde su estreno el 10 de octubre de 1999 hasta su final el 31 de marzo del año 2000.
La serie está ambientada en un futuro distante, donde la Tierra ha sido ocupada por unas criaturas alienígenas insectoides llamadas "Blue", portadoras de una nueva célula evolucionada, conocida como "B-cell". Estos alienígenas usan a los humanos como comida. La mayor parte de la raza humana sobreviviente ha escapado a una gigantesca colonia espacial que orbita la Tierra.
La serie se enfoca en la relación entre Yuji, un humano que también posee las células B-cell, y Marlene, una soldado de la colonia espacial ya mencionada. Ambos se ayudan mutuamente para volver con vida a la colonia espacial. Luego, trabajan juntos en operaciones militares luchando contra los alienígenas Blue. 
Poco después del final de la serie, se lanzó una película compilatoria llamada Blue Gender: The Warrior. La película resume los 26 episodios y añade un final alternativo. La serie nunca se dobló al idioma español, aunque sí se dobló al inglés para las cadenas estadounidenses y británicas.

## Argumento
La historia gira alrededor de Yuji Kaido, a quien le diagnostican una enfermedad incurable en el año 2009, tras no haber una cura efectiva, decide someterse a la criogenización con la esperanza de que en el futuro cercano encuentren una solución para su enfermedad. 22 años más tarde, en el año 2031, se despierta en medio de una batalla de seres humanos contra unos seres insectoides llamados "Blue". En medio de la confusión, es salvado por una mujer llamada Angel Marlene, quien se identifica como una soldado de la "Segunda Tierra", grandes plataformas espaciales ubicadas en el espacio. Desde ese entonces, Yuji se entera de que él es un "durmiente" y que Angel Marlene se encuentra en una misión, rescatar a todos los durmientes posibles y llevarlos a Segunda Tierra.

## Personajes
- Yuji Kaido (海堂 祐司 Kaidō Yūji?) - Después de ser diagnosticado con una enfermedad incurable ("células B"), Yuji Kaido decide someterse a un sueño criogénico con la esperanza de que en un futuro cercano se encuentre un tratamiento eficaz contra su enfermedad. Veintidós años después, en el año 2031, Yuji se despierta y encuentra al mundo invadido por una especie nueva y mortífera conocida como los 'Blue'. Después de ser salvado por una chica llamada Angel Marlene de las garras de los Blue, después del incidente decide luchar junto a ella contra los Blue. Es una persona muy decidida pero ante un derrumbamiento su autoestima baja notoriamente. Se enamora de Angel Marlene, la chica la cual le salva de las garras de los Blue.

- Marlene Angel (マリーン・エンジェル Marīn Enjeru?) - Después de que los Blue asesinaran a sus padres, queda huérfana a la edad de diez años, Marlene fue una de las pocas afortunadas en llegar a la "Segunda Tierra" (naves en órbita en el espacio). Desde entonces, Marlene se ha dedicado al entrenamiento para luchar contra los Blue. Aunque parece muy cruel y fría en los primeros episodios, como pasa el tiempo, Yuji abre las emociones de Marlene y crea un enlace entre los dos. Como las emociones de Marlene comienzan a resurgir de nuevo, toda su frialdad comienza a desaparecer. Al final de la serie, Marlene concibe un hijo de Yuji.

- Tony Frost (トニー・フロスト Tonī Furosuto?) - Es otro durmiente que a diferencia de Yuji, despierta en la "Segunda Tierra". Es un durmiente muy poderoso, es sin duda el miembro más experimentado de la Brigada de Sleeper y a menudo desconfía de las personas. En él parece no haber ninguna emoción, salvo por el deseo de destruir a los Blue. En episodios posteriores, Tony parece cambiar para bien su forma de ser con los demás, sin embargo, al activarse sus células-B, tiene la imagen de sí mismo como el de un mesías, por lo que crea en su mente un plan para destruir la humanidad.

- Alicia Whistle (アリシア・ウィッスル Arisha Wissuru?) - Es otra durmiente que se despertó en la "Segunda Tierra". Cuando conoce a Yuji, se enamora de él a primera vista y empieza a querer llamar su atención por todos los medios posibles haciendo que Marlene la vea como un obstáculo en su intento de estar con Yuji. Ella es muy joven e ingenua a menudo. Tony, al querer pasarse al bando de los Blue, arrastra con él a Alicia, haciéndola su cómplice, al pasarse al bando de los Blue, ella cambia su personalidad drásticamente al activarse sus células B (Células Blue) con el único objetivo de matar a los humanos. A pesar de esto, aún con sus células Blue activadas, su amor por Yuji perdurará por siempre.

- Seno Miyagi (セノ・ミヤギ Seno Miyagi?) -  Un miembro de alto rango de la División de Ciencias de la Segunda Tierra. Sugiere que Marlene y Yuji se mantengan juntos a fin de obtener los mejores resultados de Yuji en el programa de "Durmiente". No está de acuerdo con la dirección del Consejo Superior (Altos Mandos) de la Segunda Tierra o su uso irresponsable de los durmientes, con el tiempo forma un grupo llamado The Ark, que más tarde derrocaría al Consejo Superior del "gobierno" en la segunda tierra. Seno posteriormente se convertiría en el líder de la Segunda Tierra, pero solo por un breve tiempo. Ordenó abandonar definitivamente la tierra de una vez por todas definiéndola como "no apta para vivir" por la influencia Blue, esto causa revueltas en las naves espaciales ya que algunos habitantes querían regresar a la tierra, a causa de esto, ejecutan a Seno.

- Rick - Rick es un militar de élite, ya que estuvo en varias peleas en la Brigada de Sleeper, además, no es un durmiente, es un sobreviviente de la invasión Blue. Es arrogante, seguro, y ama a las mujeres fuertes, sobre todo a Marlene.

- Doug Vreiss - Doug es el asistente del Consejo Superior y un funcionario de alto rango en la "Segunda Tierra". Él es el Director de la Estación Militar, y también participa en las actividades del Concejo (Altos Mandos).